# Slag om Hafrsfjord
De Slag om Hafrsfjord vond omstreeks 872 plaats en wordt traditioneel gezien als de slag waarin het westen van Noorwegen werd verenigd in één koninkrijk.

## Datering
Vanuit de 19de-eeuwse traditie wordt het jaartal 872 gegeven voor het jaar waarin de slag werd uitgevochten. De historicus Rudolf Keyser kwam op dit jaartal uit nadat hij het aantal jaren had terug geteld vanaf de Slag bij Svolder in de Heimskringla van Snorri Sturluson. Peter Andreas Munch populariseerde dit jaartal zodat in 1872 de duizendste verjaardag van Noorwegen gevierd kon worden. In de jaren twintig van de twintigste eeuw hield de historicus Halvdan Koht zich met dit onderwerp bezig en deze kwam met zijn tellingen rond 900 uit. Vijftig jaar later wierp de IJslandse geschiedkundige Ólafia Einarsdóttir op dit vraagstuk en deze concludeerde dat de slag plaatsvond tussen 870 en 875. Toch blijft het onderwerp een rol van discussie onder de historici.

## Aanloop
De vader van Harald I, Halfdan de Zwarte, was de koning van Vestfold, Ringerike, Romerike, Hadeland en Hedmark. Door zijn huwelijk met de dochter van de koning van Sogn verkreeg hij ook dat gebied. Toen Halfdan overleed was Harald pas tien jaar oud. Rond 866 begon Harald met zijn eigen veroveringen. Hij veroverde eerst Trøndelag en vervolgens in het zuiden Jæren. Door zijn uitbreidingen in het zuiden bedreigde hij de kleine koningen aldaar, maar ook de Denen waarop de zuidelijke koningen zich tegen Harald verenigden.

## Slag
Er wordt aangenomen dat Harald werd aangevallen uit de achterlanden van Jæren in Hafrsfjord. In de Heimskringla wordt melding gemaakt dat Harald had vernomen dat zich in het zuiden de vijandelijke troepen ophielden en daarop naar het zuiden vertrokken. Door deze beweging verraste hij de vijandelijke vloot. De vloot voer daarop verder naar zuiden in de hoop de vloot uit het oosten aan kwam zeilen. Nadat deze beiden vloten verenigd waren kwamen ze in de Hafrsfjord aan waar de vloot van Harald lag te wachten. Zijn vloot lag in het noorden van de fjord en vervolgens zou de strijd zijn losgebarsten. Tijdens de slag stierven de koning Eirik en Sulke en ook de andere leiders van de vijandelijke vloot. De overlevers van de slag vluchtte van het strijdperk; enkele over land, anderen over zee.

## Nasleep
Door de slag lag Jæren geheel open voor koning Harald en ook de Telemark en Arendal konden gemakkelijk veroverd worden en werd Harald de eerste koning van een verenigd Noorwegen.

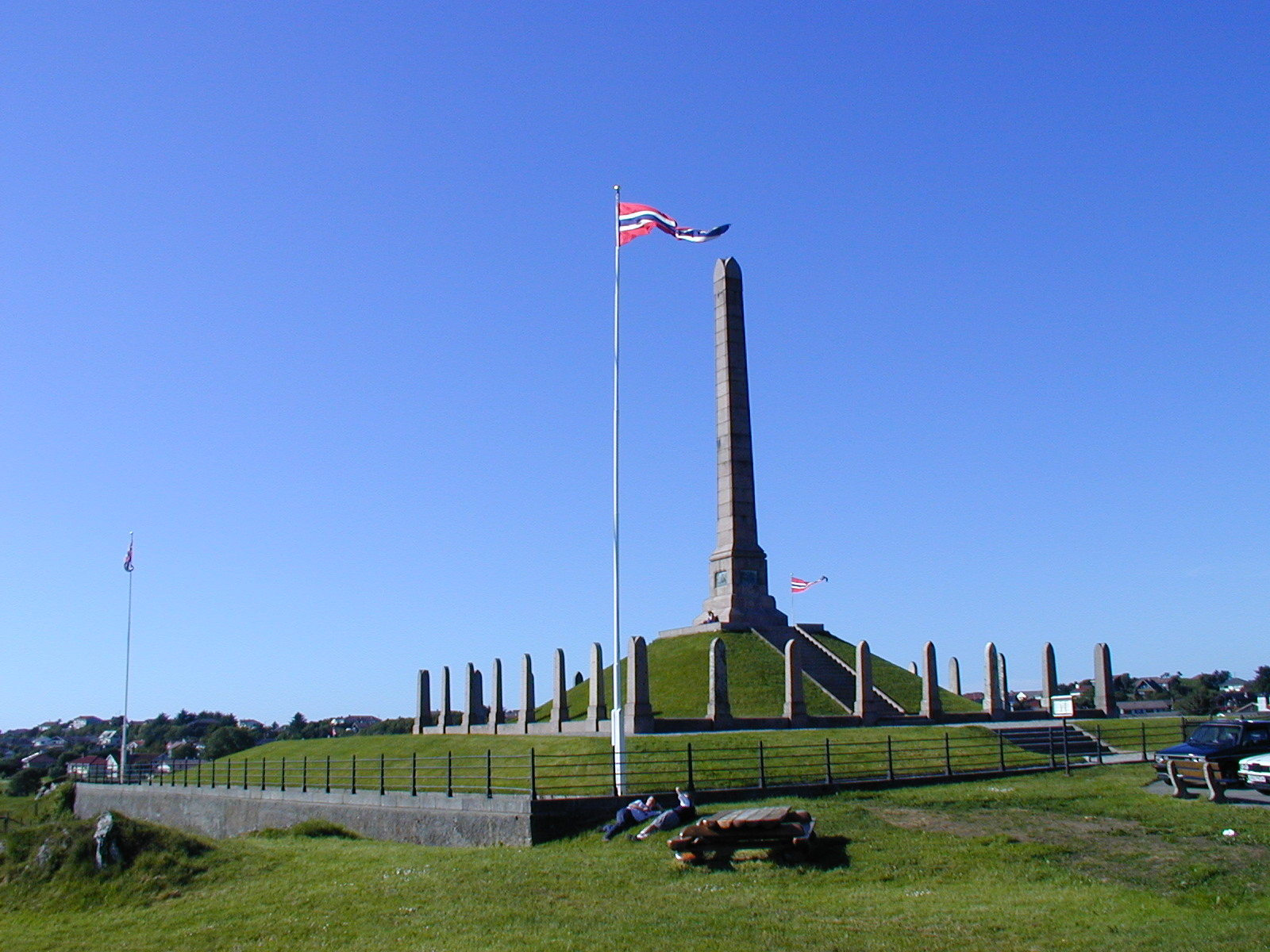
De Haraldshaugen.

## Monumenten
In 1872 werd ter gelegenheid van het duizendjarig jubileum van de slag in Haugesund een groot monument opgericht ter ere van de slag. Ruim een eeuw later, in 1983, werd er bij de Hafrsfjord een ander monument opgericht, de Sverd i fjell, dat was ontworpen door Fritz Røed.